# Герцлія-Пітуах
32°10′27″ пн. ш. 34°48′10″ сх. д. / 32.1742° пн. ш. 34.8028° сх. д.
Герцлія Пітуах (івр. הרצליה פיתוח) — багатий пляжний район в західній частині міста Герцлія, Ізраїль, в районі Тель-Авіва. Населення становить близько 10 000 чоловік. Місце проживання багатьох багатих ізраїльтян, він відомий своїми готелями, ресторанами і індустрією високих технологій, і має найбільшу пристань для яхт в Ізраїлі. Він вважається одним з найпрестижніших районів Ізраїлю.
Більшість будівель в житлових районах Герцлії Пітуах складають вілли, хоча є і розкішні апартаменти. Вулиця Галей Тхелет, розташована на скелі поруч з пляжем в північно-західній частині кварталу, є найдорожчою вулицею у Ізраїлі і є домом для резиденцій декількох іноземних послів. Поруч з пляжем знаходиться смуга з декількома готелями. Медичний Центр «Герцлія» розташований в цій смузі. На південному краю готельної смуги розташована Марина Герцлія [Архівовано 21 лютого 2022 у Wayback Machine.], площа якої становить 500 дунамів (0,5 км). Комплекс марини включає в себе торговий центр Arena і безліч ресторанів з видом на море. Це найбільша пристань для яхт в Ізраїлі.
У південно-східній частині Герцлії Пітуах знаходиться промислова зона. Спочатку там розташовувалися заводи, зараз вона є великим центром високих технологій з місцевими штаб-квартирами таких компаній, як Microsoft, Apple, WeWork, Plarium і багатьма фірмами Венчурного капіталу. У цьому районі багато ресторанів і торгових площ.

## Галерея

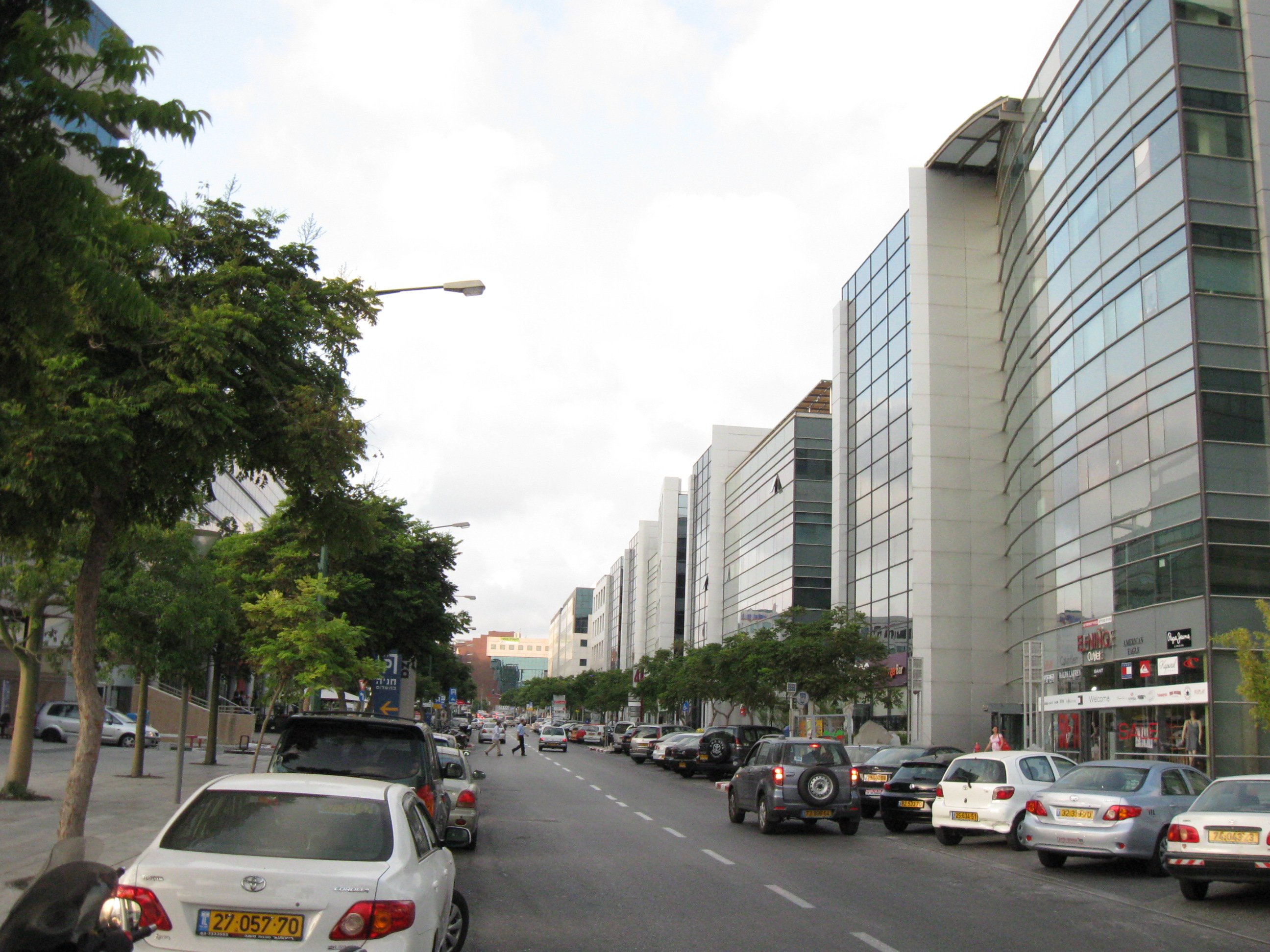
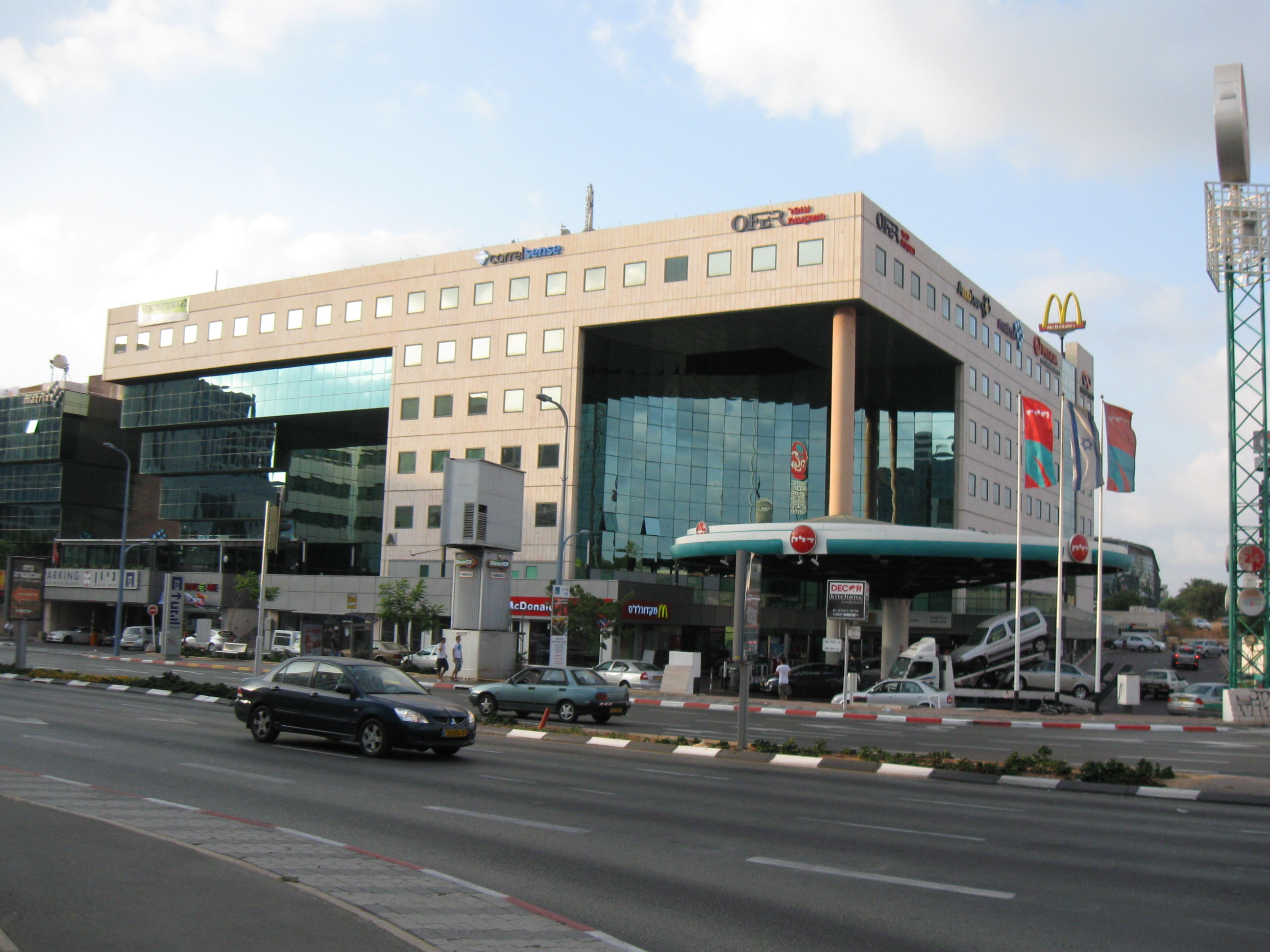
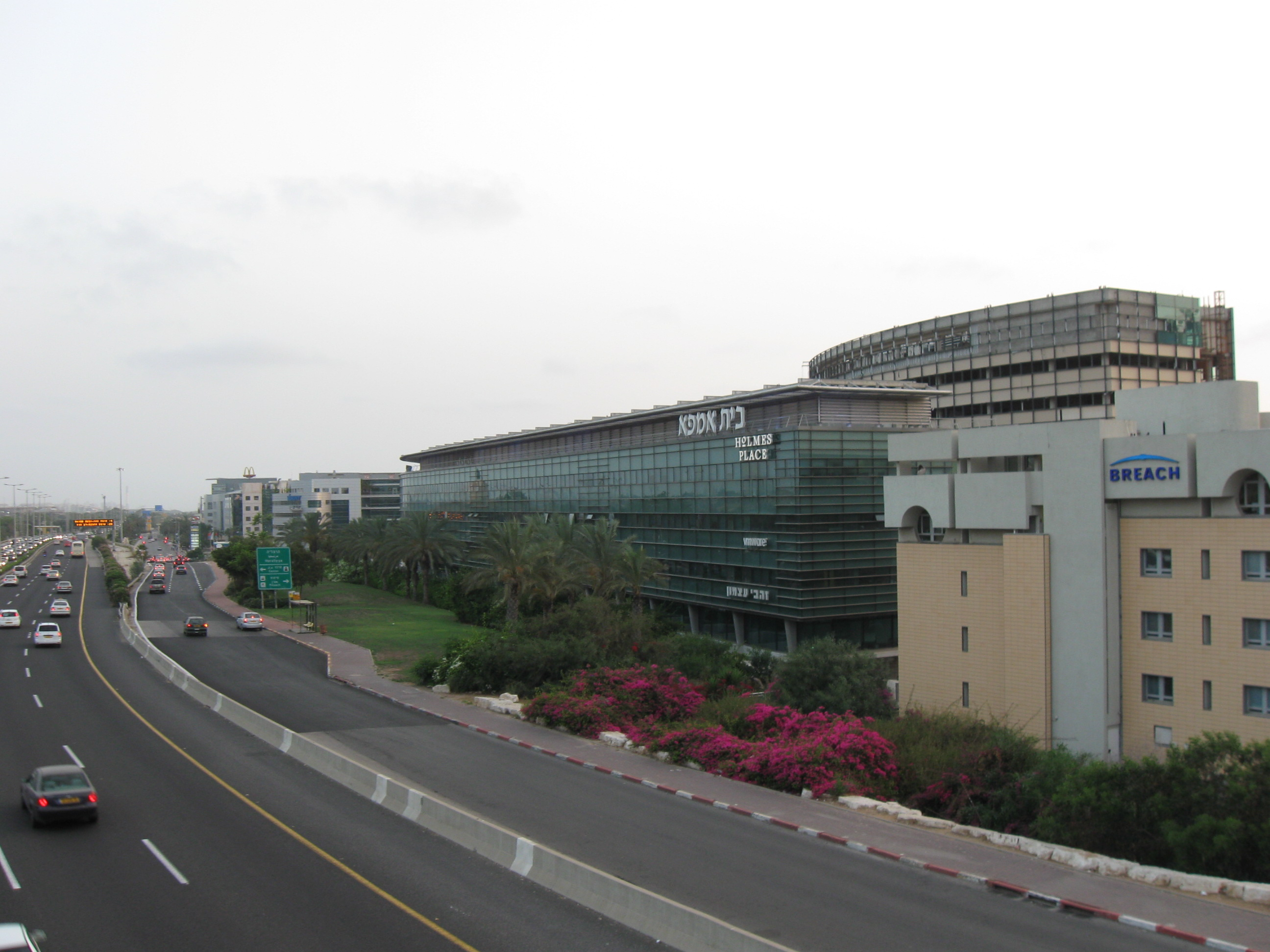
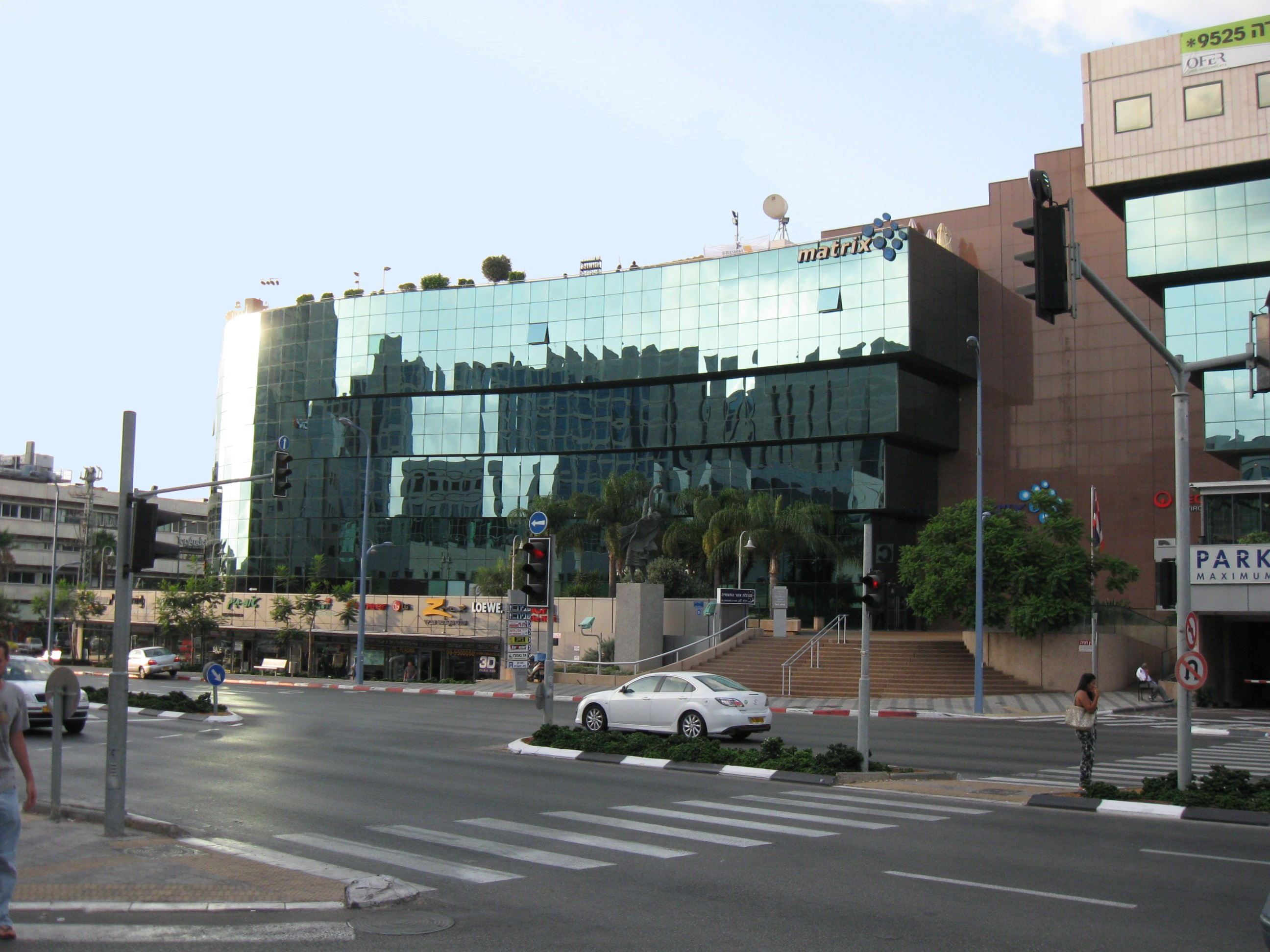
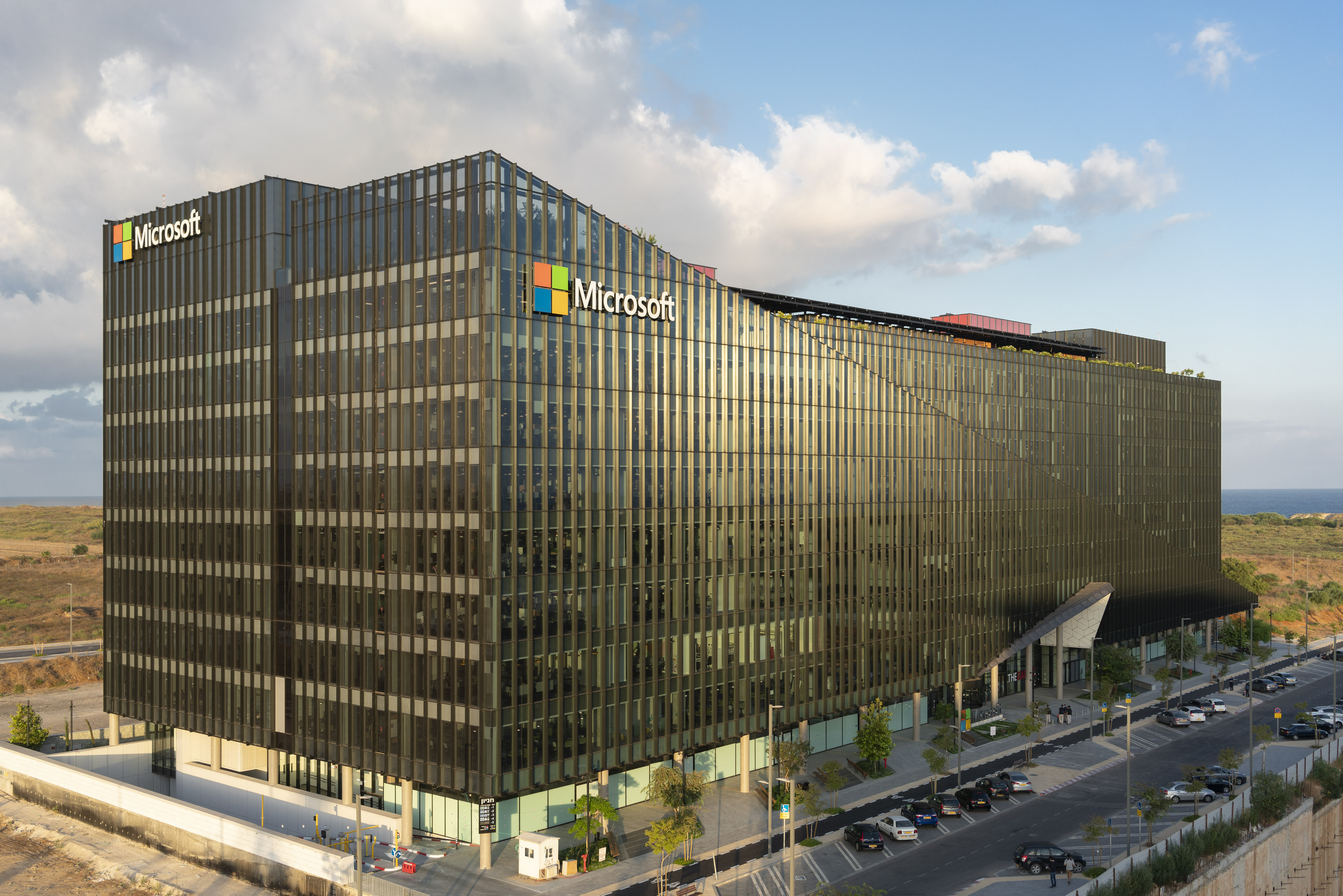
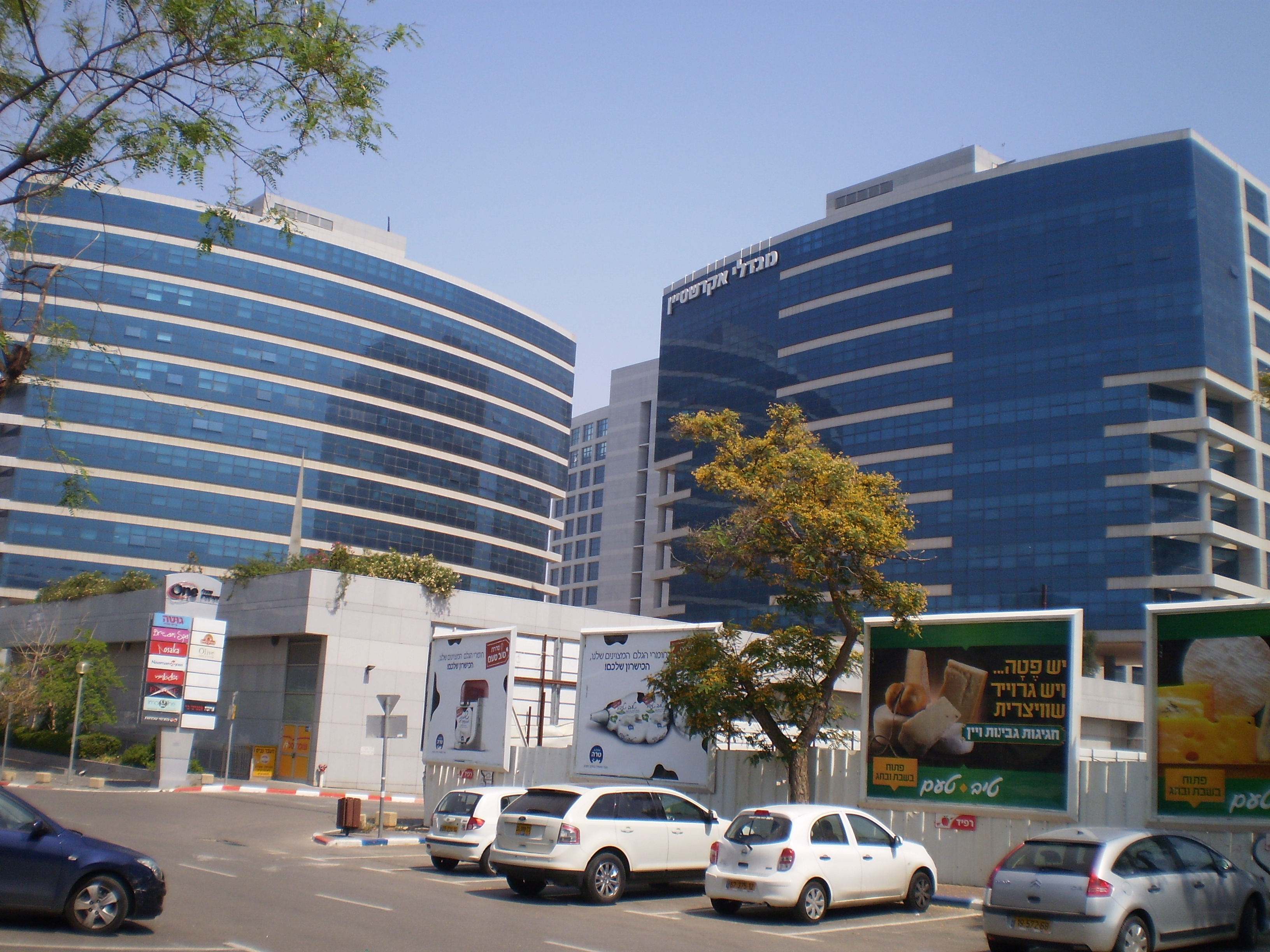
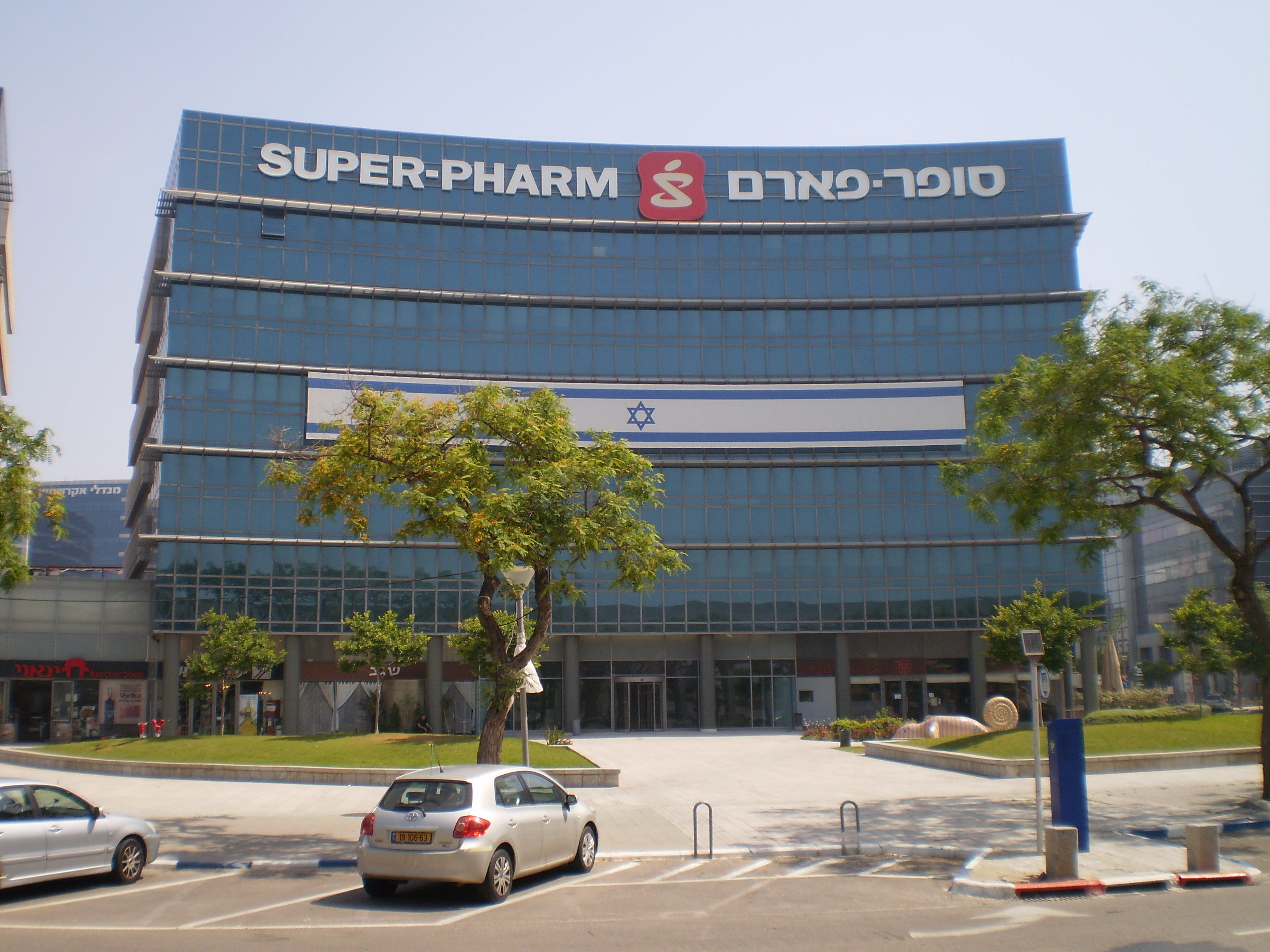